# 亨宁·冯·特雷斯科
亨寧·赫爾曼·羅伯特·卡爾·馮·特雷斯科（德語：Henning Hermann Robert Karl von Tresckow，發音：[ˈhɛnɪŋ fɔn ˈtʁeːsko] ⓘ；1901年1月10日—1944年7月21日）是一名德國軍官，軍銜國防軍少將。他是反抗納粹最堅定的人物之一，與克勞斯·申克·馮·施陶芬貝格上校一起，成為了軍事抵抗國家社會主義的核心人物。
馮·特雷斯科早年曾在德意志帝國、威瑪共和國、納粹德國服役，在第二次世界大戰中歷任中央集團軍和第2軍團總參謀長。
馮·特雷斯科參與謀劃了7月20日密谋案，在得知陰謀失敗後，他在東線的比亞韋斯托克專區克羅洛維莫斯特（今波蘭馬佐夫舍地區奧斯特魯夫）自殺。
馮·特雷斯科在1926年和埃里希·馮·法金漢的女兒艾莉卡·馮·法金漢結婚，他們育有2子2女，其中長子參軍，於1945年戰死，其他子女及艾莉卡·馮·法金漢在謀殺希特勒失敗後被蓋世太保逮捕，關押至戰爭結束。